# فطر المستلحمة
فطر المستلحمة[بحاجة لمصدر] (الاسم العلمي:Hypocrea) هي جنس من الفطريات تتبع فصيلة المستلحمية من رتبة المستلحميات.